# 记者席

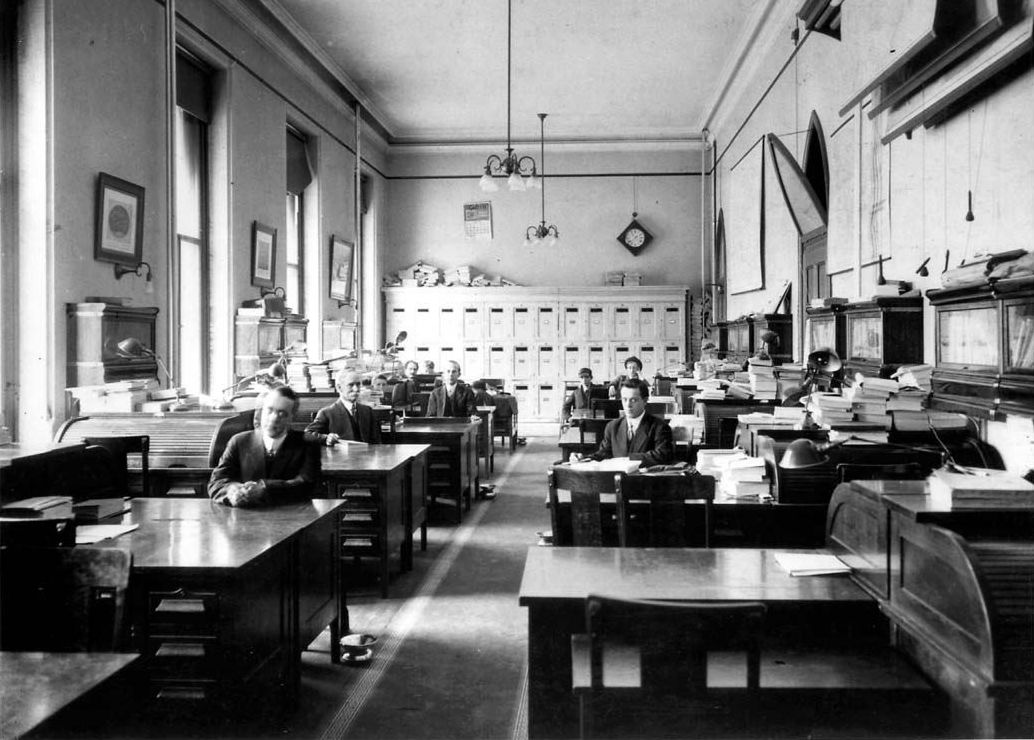
1916年在加拿大渥太华国会山的议会记者席

记者席（英語：press gallery）是议会或其他立法机构的一部分，允许政治记者坐下或聚集观察，然后报道演讲和事件。 